# Tinamú bru
El tinamú bru (Crypturellus obsoletus) és una espècie d'ocell de la família dels tinàmids (Tinamidae) que viu a la selva humida des de l'est de Colòmbia i oest i nord de Veneçuela, cap al sud, a través de l'est de l'Equador, est del Perú i Brasil fins al nord de Bolívia, est del Paraguai i nord-est de l'Argentina.